# Anne Koedt
Anne Koedt (geboren 1941 in Kopenhagen, Dänemark) ist eine amerikanische feministische Autorin und frühere Aktivistin. Ihr Essay The Myth of the Vaginal Orgasm (Der Mythos vom vaginalen Orgasmus) gilt als einer der Schlüsseltexte der zweiten Frauenbewegung.

## Herkunft
Anne Koedt verbrachte ihre ersten Lebensjahre in Dänemark. Sie hat eine Schwester und einen Bruder. Die Eltern, Bobs Koedt und Inger Peschcke-Koedt, waren im Zweiten Weltkrieg, als Dänemark unter deutscher Besatzung stand, Mitglieder des Dänischen Widerstands. Sie trugen 1943 zur Rettung der dänischen Juden bei, indem sie gefährdete Juden im Keller ihres Hauses versteckten, bis diese mit einem Boot nach Schweden geschmuggelt werden konnten. Ihr Vater, der Architekt und Fotograf war, fälschte Pässe für den Widerstand. Er wurde von den Deutschen verhaftet und im Gestapo-Hauptquartier in Kopenhagen verhört, aber unversehrt wieder frei gelassen. Er besaß die amerikanische Staatsbürgerschaft und die Familie wanderte 1951 in die USA aus. Sie ließ sich in Palo Alto, Kalifornien nieder. 1954 zog die Familie nach Colter Bay Village im Grand-Teton-Nationalpark, wo Bobs Koedt als Architekt arbeitete.
Anne Koedt lebt in New York City.

## Feministischer Aktivismus
Über Ausbildung und Studium von Anne Koedt ist nichts bekannt. Bevor sie sich in der Frauenbewegung engagierte, schloss sie sich als Studentin, zeittypisch für Feministinnen ihrer Generation, einer sozialistischen Studenten-Gruppe an. In den späten 1960er Jahren war sie Mitbegründerin mehrerer Aktionsgruppen in New York, die sich selbst als „radical feminists“ („radikale Feministinnen“) verstanden und von der bürgerlich-liberalen Frauenbewegung, die sich in der von Betty Friedan gegründeten National Organization for Women formierte, abgrenzten. Wichtige Weggefährtinnen waren Kate Millett, Robin Morgan und besonders Shulamith Firestone.
Wie Firestone zog sich Koedt 1970 aus dem organisierten feministischen Aktionismus zurück. Ihre politischen Ideen veröffentlichte sie in mehreren Texten, sie hielt Reden und Vorträge. In ihrem Artikel Lesbianism and Feminism definierte sie, was für sie radikaler Feminismus bedeutet:

„To me it means the advocacy of the total elimination of sex roles. A radical feminist, then, ist one who believes in this and works politically toward that end. […] Even the most radical feminist is not a liberated woman. We are all crawling out of feminity into a new sense of personhood.“

Eigene Übersetzung:

„Für mich bedeutet dies für die vollständige Beseitigung von Geschlechterrollen einzutreten. Eine radikale Feministin ist also eine, die daran glaubt und politisch auf dieses Ziel hinarbeitet. […] Selbst die radikalste Feministin ist keine befreite Frau. Wir kriechen alle aus der Weiblichkeit in eine neue Bedeutung von Menschsein.“

## Der Mythos vom vaginalen Orgasmus
Nach dem Studium der Werke von Alfred Kinsey über die weibliche Sexualität sowie der Untersuchungen von Masters und Johnson schrieb Anne Koedt The Myth of the Vaginal Orgasm. Das Typoskript veröffentlichte sie 1968 in einem von Shulamith Firestone herausgegebenem Periodikum der Gruppe „New York Radical Women“, das unter dem Titel Notes from the first Year erschien. In den folgenden Jahren entstanden weitere Textfassungen, z. T. ohne Hinweis auf ein Veröffentlichungsjahr, sowie Übersetzungen.
Die Entstehung eines Mythos vom vaginalen Orgasmus führte Anne Koedt auf Sigmund Freud zurück. Sie kritisierte dessen These, dass der jugendliche klitorale Orgasmus nur eine Phase darstelle, die durch den „reifen“ vaginalen Orgasmus überwunden werden müsse. Sie legte anatomische Beweise für die unterschiedlichen Funktionsbestimmungen von Vagina und Klitoris vor und forderte Frauen auf, die Bedeutung ihrer Klitoris zu erkennen und auf ihrer eigenen Lust zu bestehen. Sie argumentierte, sexuelle Bedürfnisse der Frau könnten nicht allein durch Penetration befriedigt werden. Koedt bezog eine auf den Mann zentrierte Sexualität auf die herrschenden Unterdrückungsstrukturen zwischen Männern und Frauen schlechthin. Die Frau werde im sexuellen Bereich nicht als ein Individuum gesehen, das gleichberechtigt am sexuellen Akt beteiligt sei, „genauso wenig wie sie im Bereich gesellschaftlicher Arbeit, als Person mit unabhängigen Wünschen gesehen“ werde. Die Neudefinition der weiblichen Sexualität sei nicht nur ein Weg zu einer anderen Sexualität, sondern eine unter vielen Möglichkeiten, um die „gegenwärtige Ausbeutung“ von Frauen abzuschaffen. In der letzten Passage des Textes unter dem Titel Lesbische Liebe und Bisexualität schrieb sie, dass Frauen sich auch „andere Frauen gleichermaßen als Liebhaberinnen suchen könnten“. Heterosexualität „bleibe kein Muß“, sondern werde zur freien Wahl.

## Wirkung
Zwischen 1968 und Mitte der 70er Jahre befasste sich eine Reihe feministischer Autorinnen, wie Ti-Grace Atkinson, Germaine Greer oder Rita Mae Brown, ebenfalls mit der politischen Bedeutung von Sexualität im Patriarchat und der sexuellen Lust von Frauen. Doch Myth of the Vaginal Orgasm wurde der meist diskutierte und einflussreichste Text. Laut Kristina Schulz war die Absicht des Textes „Frauen von dem lähmenden Gefühl zu befreien, aus eigenem Verschulden in ihrem Verhältnis zu Männern unbefriedigt zu sein“. Französische Feministinnen des Mouvement de libération des femmes (MLF) veröffentlichten ihn 1970 in französischer Übersetzung (Le mythe de l'orgasme vaginal) in der Sonderausgabe „Libération des Femmes. Année zero“ der linken Zeitschrift Partisans, in der sie zentrale Ideen der amerikanischen Frauenbewegung zugänglich machten. Koedts Text betrachteten sie bereits Anfang der siebziger Jahre als einen Schlüsseltext der Frauenbefreiung. In der deutschen wörtlichen Übersetzung, die etwa 15 Seiten umfasste, erschien Der Mythos vom vaginalen Orgasmus 1974 als erster Frauenraubdruck des Frauenzentrums Westberlin in einem Band zusammen mit Mathilde Vaertings Frauenstaat und Männerstaat von 1921. Die gemeinsame Publikation historisch und thematisch unterschiedlicher Texte dokumentiere eine „Suchbewegung der Aktivistinnen“ in den Anfangsjahren der Frauenbewegung in Westdeutschland, so Johanna Gehmacher. Im Nachwort zur deutschen Übersetzung schrieben die anonymen Autorinnen des Frauenzentrums: „Anne Koedts ›Mythos vom vaginalen Orgasmus‹ gibt uns Informationen über unsere Sexualität, die uns immer bewußt vorenthalten werden.“ Es wurde ein Grundlagentext für die Praxis der Consciousness Raising-Gruppen. Die Entzauberung des „vaginalen Orgasmus“ als „Mythos“ wirkte beschleunigend auf die Entwicklung feministischer Selbstbestimmung und Identität.
Der Text löste jedoch auch kontroverse Debatten in der autonomen Frauenbewegung aus. Kritisch wurde Koedts Behauptung diskutiert, Frauen, die einen vaginalen Orgasmus zu erleben glauben, täuschten diesen nur aus strategischen Gründen vor.
Im Zusammenhang mit einer radikalen feministischen Praxis wurde die Formulierung „Feminism is the theory; lesbianism is the practise“ diskutiert. Teile der Frauenbewegung interpretierten und propagierten Koedts Satz dahingehend, dass Lesben schon durch ihre von Männern unabhängige Lebensweise Widerstand gegen das Patriarchat leisteten. Anne Koedt selbst verwarf die Idee von Lesbianismus als revolutionäre feministische Praxis. 1972 schrieb sie (zitiert laut Sabine Hark): „Deshalb ist die Behauptung falsch, ‚Feminismus ist die Theorie, weibliche Homosexualität die Praxis‘. Einerseits reicht die Behauptung nicht aus, um daraus auf ihren [der Lesben, S.H.] radikalen Feminismus zu schließen, andererseits liegt darin auch die falsche Annahme, daß ein Leben ohne Männer gleichbedeutend ist mit dem Kampf für eine radikale feministische Veränderung. […] Alles in allem […] steckt im Lesbisch-Sein keine Zauberkraft, die den politischen Beweis für hohe feministische Motive erbringen würde.“ Die Position, dass Lesbianismus die Praxis des Feminismus ist, wurde dennoch als ihre überliefert, und Anne Koedt ging als „Vordenkerin der lesbischen Revolte“ in die Geschichte des Feminismus ein.

## Privates

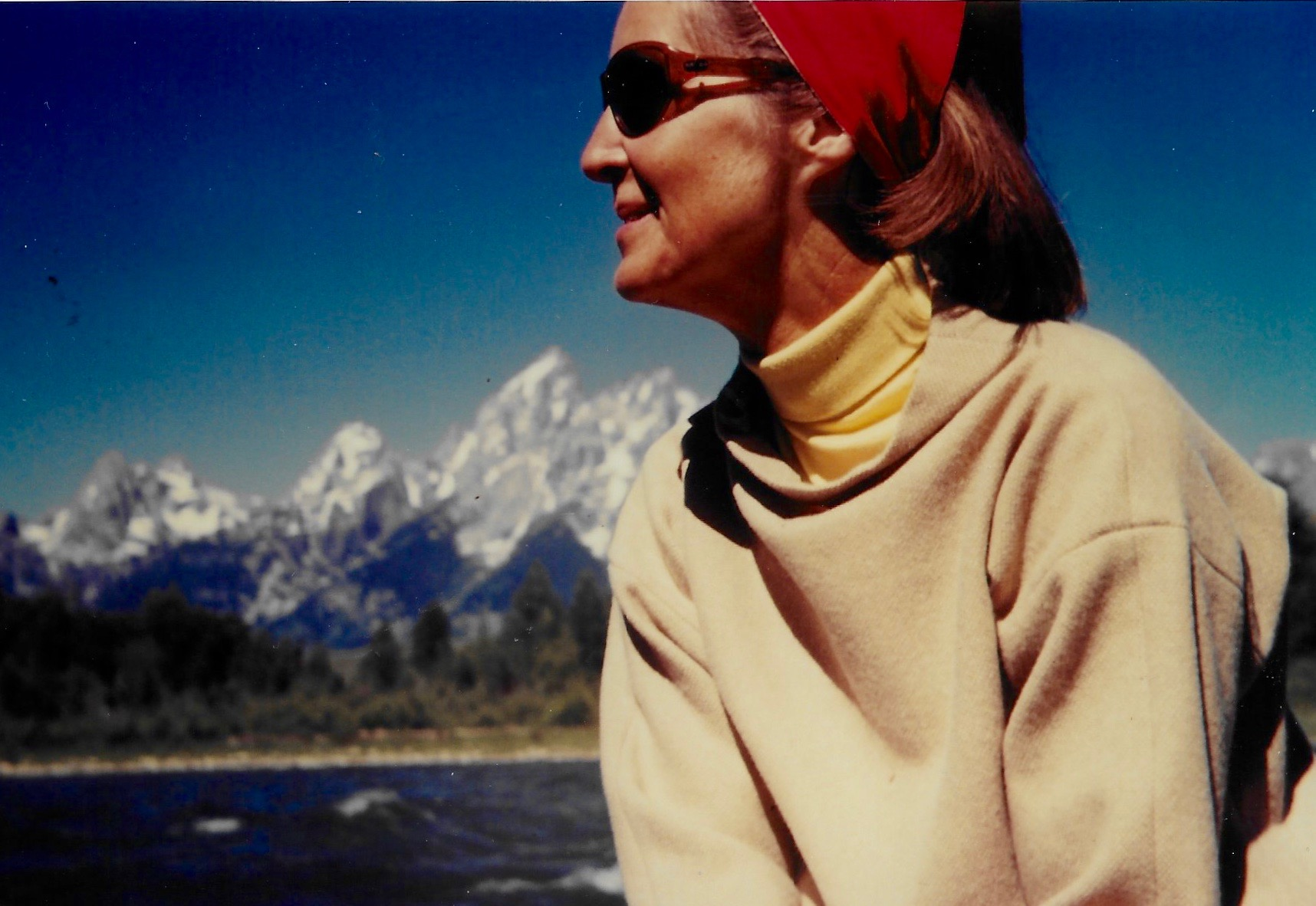
Inger Koedt, um 1968

Anne Koedt lebte 40 Jahre lang in einer Beziehung mit der Kinderbuchautorin Ellen Deborah Levine, die sie 2011 heiratete. Levine starb im Alter von 73 Jahren 2012 an den Folgen von Lungenkrebs.
Ihr Vater, Bobs Koedt, nahm sich einen Monat vor seinem 80sten Geburtstags das Leben. Ihre Mutter, Inger Koedt, begann mit 62 Jahren das Bergsteigen am Grand Teton in Wyoming und erlebte 2020 ihren 105. Geburtstag. Sie starb am 16. August 2021.

## Veröffentlichungen
- The myth of the vaginal orgasm, New England Free Press, Sommerville 1970, OCLC: 2393445, (6 Seiten) Volltext online als pdf im digitalen Archiv des Verlags
  - Der Mythos des vaginalen Orgasmus, in: Ann Anders (Hrsg.): Autonome Frauen. Schlüsseltexte der neuen Frauenbewegung seit 1968, Athenäum-Verlag, Frankfurt am Main 1988, ISBN 978-3-610-04720-7, S. 76–89
  - Le mythe de l’orgasme vaginal, in: Nouvelles Questions Féministes 2010/3 (Vol. 29), S. 14–22. doi:10.3917/nqf.293.0014
- Radical Feminism (Textsammlung), mit Ellen Levine und Anita Rapone, Quadrangle/The New York Times Book, New York 1973, ISBN 978-0-8129-6220-8
- Women and the Radical Movement, in: Barbara A. Crow (Hrsg.): Radical Feminism. A Documentary Reader, New York University Press, NY 2000, ISBN 0-8147-1554-0, S. 64–67